# Rówce
Rówce – wieś w Polsce położona w województwie mazowieckim, w powiecie siedleckim, w gminie Zbuczyn. Ma status sołectwa.
Nazwa miejscowości prawdopodobnie pochodzi od otaczających ją rowów i rzeki Zbuczynki. Większość mieszkańców utrzymuje się z działalności rolniczej.
Lokowana na „surowym korzeniu” tuż przed 1548 r. W 1604 r. wieś niewielka, jest w niej włók 3 osiadłych.
Wieś królewska położona była w drugiej połowie XVI wieku w ziemi łukowskiej województwa lubelskiego.
W latach 1975–1998 miejscowość administracyjnie należała do województwa siedleckiego.
Wierni Kościoła rzymskokatolickiego należą do parafii św. Stanisława i Aniołów Stróżów w Zbuczynie.